# Juri Dmitrijewitsch Budanow
Juri Dmitrijewitsch Budanow (russisch Юрий Дмитриевич Буданов; * 24. November 1963 in Charzyssk, Oblast Donezk, Ukrainische SSR; † 10. Juni 2011 in Moskau) war ein russischer Offizier, der für Kriegsverbrechen im Zweiten Tschetschenienkrieg rechtskräftig verurteilt wurde.

## Leben
Juri Budanow war seit dem 31. August 1998 Befehlshaber der Truppeneinheit 13206 (160. Panzerregiment) der Russischen Föderation. Am 19. September 1999 wurden Budanow und seine Einheit mit Beginn des zweiten Tschetschenienkrieges in den Militärbezirk Nordkaukasus, die spätere Tschetschenische Republik, versetzt. Dort stieg er am 31. Januar 2000 in den Dienstrang eines Obersts auf.
Juri Budanow war der erste russische Offizier, der wegen eines Verbrechens im Tschetschenienkrieg vor Gericht stand. Der Träger des Ordens für Tapferkeit (Orden Muschestwa) war angeklagt, am 27. März 2000 die 18-jährige Tschetschenin Elsa Kungajewa, die er als Scharfschützin der Rebellen verdächtigte, entführt, misshandelt und anschließend ermordet zu haben. Anna Politkowskaja hat über das Verbrechen und über die Versuche hoher Stellen berichtet, den Ordensträger zu schützen.
Im Juli 2003 wurde Budanow nach einem zweijährigen Prozess von einem Militärgericht für schuldig befunden und zu zehn Jahren Haft verurteilt. Offiziersrang und der Tapferkeitsorden wurden ihm aberkannt. 2004 reichte der Gouverneur von Uljanowsk und früherer Oberbefehlshaber der 58. Armee in Tschetschenien, Wladimir Schamanow, ein Begnadigungsgesuch für Budanow ein, das abgelehnt wurde.
Am 15. Januar 2009 wurde Juri Budanow vorzeitig aus der Haft entlassen, was nicht nur bei Menschenrechtsgruppen auf Kritik stieß. Auch der tschetschenische Präsident Ramsan Kadyrow hatte bei Demonstrationen gegen Budanows Freilassung in Grosny teilgenommen. Der Anwalt von Kungajewas Familie, Stanislaw Markelow, der angekündigt hatte, gegen die Haftentlassung Beschwerde einzulegen, wurde am 19. Januar 2009 in Moskau auf offener Straße ermordet.
Am 10. Juni 2011 wurde Budanow mit sechs Schüssen, von denen ihn vier in den Kopf trafen, von Unbekannten im Süden Moskaus getötet. Rijadus-Salichin, eine Terroreinheit tschetschenischer Rebellen, bekannte sich kurze Zeit später zur Tat. Im Juli 2011 erklärte der tschetschenische Terroristenführer Doku Umarow, die Tötung Budanows sei eine Strafe Allahs für einen „Sadisten, Schurken, Mörder“, und kündigte für andere Tschetschenien-Veteranen „dasselbe Schicksal, dieselbe Vergeltung“ an.  Am 30. August 2011 wurde der islamische Geistliche Magomed Sulejmanow, der sich später als der in Tschetschenien geborene Jusup Temirchanow herausstellte, als mutmaßlicher Mörder von Budanow festgenommen. Am 7. Mai 2014 wurde Termichanow von einem Moskauer Bezirksgericht für schuldig gesprochen und zu 15 Jahren Freiheitsstrafe verurteilt. Er starb im August 2018 im Gefängnis.